# 황비홍 6: 서역웅사
황비홍 6: 서역웅사(黄飛鴻之西域雄師)는 1997년 개봉한 홍콩의 로맨스 드라마 영화이다.

## 캐스팅

### 주연
- 이연걸 - 황비홍 역
- 관지림 - 십삼이 / 쇼군 역

### 조연
- 웅흔흔 - 귀각칠 역
- 진국방 - 수다스러운 소 역
- 오요한 - 한 아저씨 역
- 왕정형

### 단역
- 제프 울프 - 빌리 역
- 로저 유언 - 딕 역
- W. 글렌 맴스콕 - 갱의 일원 역
- 댄튼 미우 - 여인숙 관리인 역

## 한국어 더빙 성우진(MBC, 1998년 10월 6일)
- 김도현 - 황비홍 (이연걸)
- 강희선 - 소균 (관지림)
- 손원일 - 빌리 (제프 울프)
- 최원형 - 아칠 (웅흔흔)
- 이영달
- 한상혁
- 이종오
- 박조호
- 김영선
- 박소라
- 엄태국
- 이철용
- 김용준
- 송준석
- 최수진

## 수상
- 1998년 제17회 홍콩금상장영화제 무술감독상
- 2015년 제12회 바르셀로나 빅 아시안 섬머 필름페스티벌 회고전